# Гоцул Ігор Євгенійович
Ігор Євгенійович Гоцул (нар. 14 березня 1965, м. Одеса, УРСР) — президент Легкої атлетики України (ФЛАУ), віце-президент Національного олімпійського комітету України.

## Біографія
Незабаром після народження родина переїхала в Кіровоград, де в 1982 році закінчив середню школу № 6.
Ще у школі долучився до активних занять легкою атлетикою в групі Заслуженого тренера України Володимира Костянтиновича Іванця. Неодноразово перемагав та був призером першостей області у спринті, гідно виступав у всеукраїнських змаганнях.
Своє захоплення легкою атлетикою зберіг і під час навчання на архітектурному факультеті Київського інженерно-будівельного інституту, змінивши амплуа зі спортсмена на спортивного арбітра. Пройшовши шлях від судді-початківця до одного з провідних фахівців суддівського корпусу країни і, отримавши міжнародне визнання, став офіційним суддею Європейської легкоатлетичної асоціації.
Поряд із суддівством, багато сил віддавав іншій роботі з розвитку легкої атлетики, як в Кіровоградській області, так і в Україні. Кілька років очолював обласну колегію суддів, потім, був головою обласної федерації, віце-президентом Федерації легкої атлетики Кіровоградської області, одночасно був членом президії та виконкому, головою комісії маркетингу Федерації легкої атлетики України, генеральним секретарем ФЛАУ. За його активної участі було організовано перші міжнародні змагання на території України – Кубок Європи з багатоборства (І ліга) (2006) та зимовий Кубок Європи з метань (2007) в Ялті. Європейська легкоатлетична спільнота високо оцінила проведення обох турнірів. Ігор Гоцул був технічним керівником української команди з легкої атлетики на Олімпійських іграх 2004 та 2008 років і на чемпіонатах Європи та світу у період з 2003 по 2008 роки. У 2005-2008 роках був керівником делегації України на чемпіонатах Європи та світу.
У 2001 році став на чолі руху по відновленню в Кіровоградській області фізкультурно спортивної організації «Спартак». У грудні того ж року, на обласній установчій конференції був обраний головою обласної організації. У дитячо-юнацькій спортивній школі, яку невдовзі було створено у «Спартаку», серед інших видів спорту працює й відділення легкої атлетики.
8 листопада 2012 року Ігора Євгенійовича Гоцула обрано президентом Федерації легкої атлетики України.
На посаді президента ФЛАУ Ігор Гоцул налагодив співпрацю з державною та місцевою владою, з НОК України. У 2013 році було проведено юнацький чемпіонат світу з легкої атлетики в м. Донецьк. Закінчено реконструкцію трьох стадіонів у Донецьку. Підписано Меморандум про співпрацю з МК «Запоріжсталь» та Меморандум між ТОВ «Футбольний клуб «Зірка», Федерацією легкої атлетики України та Кіровоградською обласною державною адміністрацією про взаємовідносини щодо розвитку фізичної культури і спорту в області. У 2015 році було підписано Меморандум про співпрацю між ФЛАУ, Федерацією легкої атлетики Волинської області та благодійним Фондом Ігоря Палиці "Новий Луцьк". Завдяки цим трьом Меморандумам без залучення бюджетних коштів відбулася реконструкція легкоатлетичного манежу "Запоріжсталь" (Запоріжжя), стадіону "Зірка" (Кропивницький) та стадіону "Авангард" (Луцьк), а також в усіх районах Волинської області почалося будівництво стадіонів.
23 березня 2014 року розпорядженням Кабінету Міністрів України № 238-р Гоцула Ігоря Євгенійовича призначено заступником Міністра молоді та спорту України — керівником апарату, а 18 грудня 2014 року - першим заступником Міністра молоді та спорту України.
В 2014 році Ігоря Гоцула було обрано віце-президентом Національного олімпійського комітету України. В 2018-му - переобрано на другу каденцію.
У серпні 2015 року став членом Робочої групи з питань розвитку національних федерацій ЄА (Європейської легкоатлетичної асоціації). Також він є членом Комітету розвитку ЄА.
У квітні 2016 року Ігоря Гоцула було призначено членом Робочої групи IAAF з питань оновлення Світової легкоатлетичної серії, а в червні - членом Комісії Європейських Олімпійських Комітетів «Європейський союз». 
8 жовтня 2016 року у Запоріжжі на звітно-виборчій Конференції Федерації легкої атлетики України Ігоря Гоцула було обрано президентом ФЛАУ на другий термін.
За керівництва Ігоря Гоцула Федерація легкої атлетики України стала однією з найуспішніших спортивних інституцій країни. До Статуту федерації та її практичної діяльності імплементовано багато демократичних перетворень - делегування більших повноважень територіальним федераціям, обмеження термінів перебування на керівних посадах, гендерна рівність, визнання прав спортсменів тощо. Завдяки масштабній програмі реконструкції старих та побудові нових спортивних об'єктів введено в експлуатацію близько 20 нових стадіонів - це більше, ніж за усі попередні роки незалежності України.
Разом з однодумцями Ігорю Гоцулу вдалося зруйнувати подвійні стандарти щодо допінгу як в легкій атлетиці, так і в українському спорті загалом. Активно змінюється в цьому напрямку українське законодавство, триває щільна співпраця з міжнародними організаціями - Радою Європи, ЮНЕСКО, ВАДА, Athletics Integrity Unit. Ігор Гоцул очолює Наглядову раду Національної Антидопінгової агенції.

## Освіта
1982-1987 - Національна академія будівництва та архітектури (м. Київ), Диплом за спеціальністю «Архітектура»;
1995-2000 - Національний економічний університет (м. Одеса), Диплом за спеціальністю «Міжнародні економічні відносини»;
2002-2004 - Державна академія фізичної культури та спорту (м. Харків), Диплом магістра за спеціальністю «Менеджмент спорту»;
2003 - Стажування у США для лідерів неурядових організацій за програмою Держдепартаменту США.
У 2018 році закінчив Національну академію державного управління при Президентові України за спеціальністю Управління суспільним розвитком.
Отримав кваліфікацію магістра управління суспільним розвитком

## Нагороди
15 грудня 2015 року Ігор Гоцул отримав почесну нагороду Національного олімпійського комітету України – медаль Олексія Бутовського, названу ім’ям нашого співвітчизника (родом з Полтавщини), одного з засновників Міжнародного олімпійського комітету (МОК) та першого члена Виконкому МОК. Вона вручається особам, які, зокрема, зробили серйозний особистий внесок в розвиток олімпійського руху в країні, займається спортивною наукою та просвітницькою діяльністю.
25 червня 2016 року Президент України Петро Порошенко своїм Указом №276/2016 «Про відзначення державними нагородами України з нагоди Дня Конституції України» за значний особистий внесок у державне будівництво, соціально-економічний, культурно-освітній розвиток України, вагомі трудові здобутки та високий професіоналізм постановив присвоїти Ігорю Гоцулу почесне звання «Заслужений працівник фізичної культури і спорту України».
У вересні 2016 року Міністр оборони України Степан Полторак своїм Наказом №844 за бездоганну службу, зразкове виконання службових обов’язків, професіоналізм, значний особистий внесок в успішний виступ збірної команди України на ХХХІ Олімпійських іграх 2016 року у м. Ріо-де-Жанейро (Республіка Бразилія) нагородив першого заступника Міністра молоді та спорту України, президента Федерації легкої атлетики України Ігоря Гоцула медаллю «За сприяння Збройним Силам України».

## Родина
Дружина: Ковальчук Леся Павлівна
Сини: Гоцул Едуард Ігорович (1990), Гоцул Володимир Ігорович (2019)